# Карликовый длиннохвостый личинкоед
Карликовый длиннохвостый личинкоед (лат. Pericrocotus cinnamomeus) — маленькая певчая птица из семейства личинкоедовых. Выделяют 8 подвидов.

## Описание
Карликовый длиннохвостый личинкоед достигает длины 16 см и массы 6–12 г; имеет сильный клюв и длинные крылья. Взрослые самцы номинативного подвида тёмно-серые от уздечки и лица до надглазий, кроющих перьев ушей, подбородка и нижней части горла. Верхняя часть головы, спина и лопатки светло-серые, надхвостье и верхние кроющие перья хвоста насыщенного красновато-оранжевого цвета. Верхняя часть крыльев угольно-чёрного цвета, большие кроющие перья с оранжевыми краями, маховые перья с жёлтыми вкраплениями на первостепенных и бледно-оранжевыми на второстепенных маховых. Два внутренних рулевых пера угольно-чёрные, четыре наружные - в основном бледно-оранжевые. Грудь ярко-оранжевая, брюхо желтоватое, подхвостье и нижние кроющие перья хвоста кремово-желтые. Испод крыльев бледно-желтый. Радужка тёмно-коричневая; клюв и ноги чёрные. У самки верх серого цвета с жёлтым низом. Имеется много региональных вариаций, отличающихся по цвету.

## Подвиды и распространение
Выделяют 8 подвидов:
- Pericrocotus cinnamomeus pallidus Baker, 1920 – Пакситан и северо-запад Индии
- Pericrocotus cinnamomeus peregrinus	 (Linnaeus, 1766) – северо-запад Гималаев и север Индии
- Pericrocotus cinnamomeus malabaricus (Gmelin, 1789) – запад Индии
- Pericrocotus cinnamomeus cinnamomeus (Linnaeus, 1766) – центр и юг Индии и Шри-Ланка
- Pericrocotus cinnamomeus vividus Baker, 1920 – от центра Гималаев и востока Индии через центр и юго-восток Мьянмы до Таиланда и Андаманских островов
- Pericrocotus cinnamomeus thai	 Deignan, 1947 – северо-восток Мьянмы, север Таиланда и Лаос
- Pericrocotus cinnamomeus sacerdos Riley, 1940 – Камбоджа и юг Вьетнама
- Pericrocotus cinnamomeus. Saturates Baker, 1920 – Ява и Бали

## Размножение
Это широко распространенная выводковая птица, которая гнездится в колючем кустарнике. В кладке от 2 до 4 пятнистых яиц, которые насиживает самка.

## Питание
Птицы ловят насекомых в полёте или на деревьях. Они образуют маленькие стаи. Их призыв высокое, тонкое «свее-свее-свее».

## Галерея
- P. c. pallidus  - Самка в Национальном парке Кеоладео.
- Южный подвид из Шри-Ланка (самец)
- P. c. malabaricus - Самка чистит оперение.
- P. c. malabaricus  - Самец в Андхра-Прадеш, Индия
- P. c. malabaricus  - Самка в Хайдарабаде.